# كارلوس مارتينيز فرنانديز
كارلوس مارتينيز فرنانديز (بالإسبانية: Carlos Martínez Fernández) (13 نوفمبر 1980 بليرينا في إسبانيا - ) هو لاعب كرة قدم إسباني في مركز الوسط. لعب مع خيتافي ب ونادي ألكوركون ونادي خيتافي ونادي فوينلابرادا ونادي ليغانيس وأتلتيكو مدريد ج ونادي بارلا وCD Colonia Ofigevi ‏ وCD Villanueva ‏ وReal Aranjuez CF ‏.

## وصلات خارجية
- كارلوس مارتينيز فرنانديز على موقع قاعدة بيانات كرة القدم.إي يو (الإنجليزية)
- كارلوس مارتينيز فرنانديز على موقع Soccerway.com (الإنجليزية)
- كارلوس مارتينيز فرنانديز على موقع AS.com (الإسبانية)